# Chariots of Fire (Vangelis)

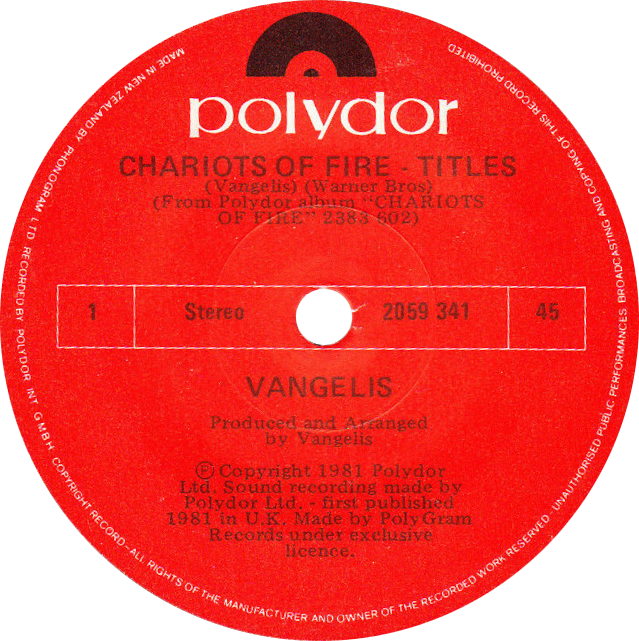

Chariots of Fire är ett av kompositören Vangelis mest kända verk. Den är titelspår till filmen Triumfens ögonblick (1981), vars engelska originaltitel delar namn med själva musikstycket. Vangelis belönades med en Oscar för bästa filmmusik för detta soundtrack. Chariots of Fire har sedan dess spelats av många olika artister och använts för olika TV-program och sportevenemang.

## I andra media
Chariots of Fire är starkt förknippad med Olympiska spelen, med tanke på filmens handling. Den var officiell signatur för Olympiska vinterspelen 1984 i Sarajevo. Chariots of Fire användes även under Olympiska sommarspelen 2012 i London. Verket spelades av London Symphony Orchestra under öppningsceremonin, ackompanjerade av komikern Rowan Atkinson i rollen som Mr. Bean.
Musikstycket används ofta i slow motion-sekvenser och parodier på sportscener. 
I Sverige blev låten även känd som signaturmelodi till SVT-programmet Mitt i naturen under slutet av 1980-talet och början av 1990-talet. Programmet bytte dock under 1990-talet signaturmelodi.